# Heo Yun-ja
Heo Yun-ja (허윤자?; Pusan, 19 aprile 1979) è una cestista sudcoreana.

## Carriera
Con la Corea del Sud ha disputato le Olimpiadi del 2004, segnando 11 punti in 5 partite.